# Natividade (Rio de Janeiro)
Natividade é um município brasileiro do estado do Rio de Janeiro. Situado a uma altitude de 182 metros, subdivide-se nos distritos de Natividade (sede), Ourânia e Bom Jesus do Querendo. Conta com 15.082 habitantes.

## História
Sua colonização teve início na primeira metade do século XIX e começou por obra de José de Lannes Dantas Brandão. A economia era baseada na cafeicultura, e mais tarde, na pecuária. Posteriormente, com a construção da linha da Estrada de Ferro Leopoldina, permitiu-se o desenvolvimento econômico da localidade. Houve também uma diversificação das atividades agrícolas, passando o município a também produzir arroz, milho e feijão. O município detém em seu brasão as máscaras do Teatro, responsável pela emancipação do município.

## Geografia

### Hidrografia
O município de Natividade é banhado pelo rio Carangola, sub-afluente do rio Paraíba do Sul, sendo assim integrante do Comitê da Bacia do Rio Paraíba do Sul. Em tempos passados, o município foi chamado de Natividade do Carangola, e ainda o é por alguns.
É de relevância que se observe que o rio Carangola é um rio federal, haja vista que ele banha duas unidades da federação, os estados de Minas Gerais e do Rio de Janeiro. Contudo, até a presente data, oficialmente o rio Carangola não foi devidamente reconhecido como um rio de domínio federal.

## Subdivisões

### Bairros
1. Centro[7]
2. Sindicato ( Nossa Senhora das Graças)[7]
3. Popular Velha (São Luiz Gonzaga)[8]
4. Morro do Areião e ( Nossa Senhora de Fátima)[9]
5. Encosta do Sol ( Nossa Senhora de Fátima)[9]
6. Castelo (Castelândia)[10]
7. Morro da Formiga ( Santa Rita de Cássia)[11]
8. Liberdade ( Nossa Senhora do Rosário)[11]
9. Parque Lajinha[11]
10. Popular Nova (Santa Terezinha)[7]
11. Bagaceira ( Nossa Senhora Aparecida)[7]
12. Morada do Engenho (Santa Terezinha)[7]
13. Tubiacanga (Coohana)[7]
14. Cruzeiro de Cima[7]
15. Cruzeiro de Baixo
16. Barro Branco
17. Ilha
18. Balneário ( Nossa Senhora de Lurdes)[7]
19. Cantinho do Fiorello
20. Vila da Paz
21. Pedro Gomes[7]

## Economia
Atualmente, a principal atividade econômica do município é o turismo rural — em suas fazendas históricas — e o turismo religioso, devido aos relatos da aparição de Nossa Senhora de Natividade no local, nos anos de 1966 e seguintes. Natividade também possui uma pecuária muito forte, com gado de corte e gado leiteiro. O setor de serviços cresce a cada ano, diminuindo a taxa de desemprego na cidade.

## Turismo
- Carnaval: Desfile de Blocos, Boi Pintadinho e Bonecas da alegria.
- Semana Santa: Encenação tradicional da Paixão e Morte de Nosso Senhor Jesus Cristo com mais de 100 atores e o dia de Judas.
- Distrito de Ourânia: Tradicional festa em Maio.
- Corpus Christi: Tradicional procissão com tapetes nas ruas.
- Exfana - Junho: Exposição e Feira Agro-Pecuária com mais de 20 anos de tradição.
- 20 de Junho: Comemoração da Emancipação Político-Administrativa do Município
- 12 de Julho: Dia comemorativo da aparição de Nossa Senhora. Neste dia a pedra misteriosa é banhada na água onde Nossa Senhora apareceu por diversas vezes no Sítio dos Milagres.
- Festa à Fantasia: Realizada por jovens da cidade; há mais de 10 anos, sempre no terceiro sábado de julho.
- Festa do Dia do Evangélico: Grandes e tradicionais comemorações, que acontecem no primeiro sábado do mês de agosto, no centro da cidade.
- Festa de Setembro: Dia 6 - Hora de Arte, espetáculo teatral que homenageia a cultura local.
- Festa de Setembro: Dia 7 - Dia da Pátria com tradicional desfile escolar.
- Festa de Setembro: Dia 8 - Dia da Padroeira Nossa Senhora da Natividade.

- Distrito de Querendo: Tradicional festa em Setembro.
- Dia 27 de Novembro: Festa de Nossa Senhora das Graças, com Santa Missa Solene, seguida de Procissão Luminosa, queima de fogos e distribuição de Medalhas Milagrosas - Local: Paróquia de Nossa Senhora das Graças.
- Dezembro: Semana da Bíblia realizada pelos evangélicos, Comemorações Natalinas, Sorteio dos Prêmio do CDL e Reveillon.